# Acrapex acuminata
Acrapex acuminata là một loài bướm đêm trong họ Noctuidae.